# Chiesa del Santo Bambino di Praga
La chiesa del Santo Bambino di Praga  è un edificio religioso situato ad Ozieri, centro abitato della Sardegna settentrionale. Consacrata al culto cattolico, è sede dell'omonima parrocchia e fa parte della diocesi di Ozieri.